# Volkswagen Bora
Volkswagen Bora je bila linija kompaktnih limuzina i karavana baziranih na platformi četvrte generacije Volkswagen Golfa, a proizvodila se od 1998. do 2005. godine.
Automobil se pod nazivom Bora prodavao samo na europskim tržištima dok se u Sjevernoj Americi i Južnoj Africi prodavao kao četvrta generacija Jette.